# Santa Victoria kommun
Departamento de Santa Victoria är en kommun i Argentina.   Den ligger i provinsen Salta, i den norra delen av landet, 1 500 km norr om huvudstaden Buenos Aires.
I omgivningarna runt Departamento de Santa Victoria växer i huvudsak lövfällande lövskog. Runt Departamento de Santa Victoria är det mycket glesbefolkat, med 3 invånare per kvadratkilometer.